# Nene Hieda
Nene Hieda (稗田 寧々 Hieda Nene?,  15 de enero de 1997) es una actriz de voz japonesa afiliada a 81 Produce. Hizo su debut como actriz de voz en 2017 en el anime Cardfight!! Vanguard G: Stride Gate.

## Filmografía

### Anime
| Fecha | Título                              | Papel          | Notas | Ref   |
| ----- | ----------------------------------- | -------------- | ----- | ----- |
| 2017  | Cardfight!! Vanguard G: Stride Gate |                |       |       |
| 2018  | Pop Team Epic                       | Novia          |       |       |
| 2018  | Yowamushi Pedal Glory Line          | Estudiante     |       |       |
| 2018  | Gundam Build Divers                 | Momoka Yashiro |       | [ 3 ] |
| 2018  | 3D Kanojo Real Girl                 | Estudiante     |       |       |
| 2019  | Kakegurui xx                        | Estudiante     |       |       |
| 2019  | Senki Zesshō Symphogear XV          | Niña           |       |       |
| 2019  | Joshi Kōsei no Mudazukai            | chico          |       |       |
| 2021  | Jaku-Chara Tomozaki-kun             | Yuzu Izumi     |       |       |
| 2024  | Mato Seihei no Slave                | Yachiho Azuma  |       |       |

### Videojuego
2019
- CUE! - Maika Takatori

2020
- Shinobi Master Senran Kagura: New Link - Ranmaru

2021
- Azur Lane - Elbe